# Tore Ylwizaker
Tore Ylwizaker (?, 16. kolovoza 1970. – ?, 16. kolovoza 2024.) bio je norveški glazbenik, skladatelj i glazbeni producent. Najpoznatiji je kao klavijaturist sastava Ulver. Surviđao je i sa sastavima Arcturus, Mayhem, Fleurety i Lengsel.

## Diskografija
Ulver
- Themes from William Blake's The Marriage of Heaven and Hell (1998.)
- Perdition City (2000.)
- Blood Inside (2005.)
- Shadows of the Sun (2007.)
- Wars of the Roses (2011.)
- Messe I.X-VI.X (2013.)
- ATGCLVLSSCAP (2016.)
- The Assassination of Julius Caesar (2017.)
- Flowers of Evil (2020.)
- Scary Muzak (2021.)

Kao gost
- Fleurety – Department of Apocalyptic Affairs (2000.)
- Mayhem – Grand Declaration of War (2000.)

Producirani albumi
- Ulver – Themes from William Blake's The Marriage of Heaven and Hell (1998.)
- Ulver – Metamorphosis (1999.)
- Hagalaz' Runedance – Urd – That Which Was (1999.)
- Lengsel – Solace (2000.)
- Ulver – Perdition City (2000.)
- Arcturus – The Sham Mirrors (2002.)
- Ihsahn – The Adversary (2006.)
- Ulver – Shadows of the Sun (2007.)
- Fleurety – Evoco Bestias (2011.)
- Ulver – Wars of the Roses (2011.)